# Kenilworth Castle
Kenilworth Castle er et slot i byen Kenilworth i Warwickshire i England. Det blev opført og udbygget fra den normanniske erobring af England til tudortiden og er beskrevet som det "bedste bevarede eksempel på et semi-royalt slot fra senmiddelalderen i udstrækning, form og kvalitet". Kenilworth Castle har spillet en vigtig historisk rolle: I 1266 var det udsat for en seks måneder lang belejring. Det er sandsynligvis den længste belejring i Englands historie. Det var base for Huset Lancaster under rosekrigene. På Kenilworth blev Edvard 2. fjernet fra tronen, franskmændene i 1414 fornærmerede Henrik 5. (hvilket ifølge John Strecche var med til at udløse slaget ved Agincourt) og hvor jarlen af Leicesters modtog Elizabeth 1. overstrømmende i 1575.
Borgen blev grundlagt i 1120'erne omkring et normannisk keep, og den blev udvidet markant af kong John i begyndelsen af 1200-tallet. Der blev etableret store forsvarsværker med voldgrave ved inddæmning af vandløb. Det gjorde, at fæstningen kunne modstå angreb fra land og vand i 1266. Johan af Gent brugte formuer på at forbedre fæstningen i slutningen af 1300-tallet, hvor han omdannede middelalderborgen til et befæstet slot i gotisk stil. Jarlen af Leicester udvidede slottet i Tudorstil og brugte det middelalderlige grundlag til et fashionabelt renæssancepalads.
Kenilworth blev ødelagt af rundhovederne i 1649 under den engelske borgerkrig. Kun to af bygningerne var nu beboelige. Slottet blev en turistattraktion fra 1700-tallet, og i viktoriatiden blev det berømte pga. Walter Scotts roman Kenilworth fra 1826. English Heritage har drevet slottet siden 1984. Slottet er en listed building af første grad og et Scheduled monument. Det er åbent for publikum.